# Nefrydium
Nefrydium – ogólna nazwa cewkowatego, parzystego narządu wydalniczego, którego zadaniem jest wyprowadzenie na zewnątrz organizmu zbędnych produktów metabolizmu. Termin ten jest zwykle stosowany w odniesieniu do bezkręgowców (zwłaszcza pierścienic), rzadziej do strunowców (np. lancetnika).
W różnych grupach zwierząt nefrydia mają różny stopień wykształcenia. Najprostszą budowę ma protonefrydium. U bezkręgowych zwierząt celomatycznych występuje metanefrydium, u pazurnic zróżnicowane na mikro- i meganefrydium. Zmodyfikowane metanefrydia to m.in. gruczoł czułkowy i narząd Bojanusa.